# 増田八郎
増田 八郎（ますだ はちろう、1895年2月11日 - 1945年9月29日）は、日本の建築家。内務省技師などを歴任し、和歌山県庁舎の実施設計者として知られる。

## 経歴
東京で江戸時代から続く袴製造の商家に長男として生まれた。学業が優秀だったため東京帝国大学に進学し、家業は弟が継いだ。
1921年（大正10年）に東京帝国大学工学部建築学科を卒業して内務省に入省し、都市計画課に配属される。1922年、警視庁建築監督官となる。1924年4月、内務省外局として設置された復興局の建築講習会講師嘱託を務める。6月に再び都市計画局に戻った後、1925年から内務省復興局技師となり、帝都復興事業に従事した。
1929年（昭和4年）、東北帝国大学技師として赴任し、その後営繕課長や助教授を歴任した。
1933年（昭和8年）8月、富山県庁舎建設のために富山県に技師として赴任し、臨時県庁舎建築課に勤務した。設計者の大熊喜邦のもとで設計監督を務める。1935年（昭和10年）に富山県庁舎を完成させた後、大熊の口利きにてスタッフともども和歌山市に移り、和歌山県庁舎建築事務嘱託となる。同年9月に和歌山県の営繕技師に就任し、1938年にかけて在職、県庁舎の設計・監督を務めた。
1938年（昭和13年）12月に文部技師に異動する。1939年（昭和14年）には国史館（紀元二千六百年記念行事の一環として計画された）造営委員会幹事を務める。1940年（昭和15年）には、財団法人紀元二千六百年奉祝会の嘱託を兼務し、「神武天皇聖蹟顕彰碑」の設計事業に関与した。
1942年（昭和17年）には厚生省軍事保護院技師を兼ねる。1944年（昭和19年）3月に依願退職して、関東土木建築統制組合理事に就任した。1945年、結核により死去。
著書に、『高等建築学24 . 建築計畫; 12．温室』 (常磐書房、1934年）がある。
2016年10月、子息から関係資料が「和歌山県営繕技師増田八郎関係」として和歌山県文書館に寄贈された。